# Rozmarné léto (film)
Rozmarné léto je československý barevný film režiséra Jiřího Menzela z roku 1968 podle stejnojmenné knihy Vladislava Vančury.
Jedno deštivé letní odpoledne se na prázdné staré plovárně malého města sejdou major Hugo (Vlastimil Brodský), abbé Roch (František Řehák) a majitel těchto říčních lázní Antonín Důra (Rudolf Hrušínský). Pánové probírají vznešeným, vzdělaným jazykem naprosté životní nicotnosti, když tu je jejich nečinné klábosení přerušeno a oni vytrženi z letargie příjezdem pouťových komediantů, kouzelníka Arnoštka (Jiří Menzel) a jeho společnice Anny (Jana Preissová). Každý z pánů se svým způsobem snaží s krásnou slečnou rozptýlit.
Film byl vyroben v ČSSR Filmovým studiem Barrandov v roce 1967. Snímek zvítězil v hlavní soutěži MFF Karlovy Vary 1968, kde získal Křišťálový glóbus.

## Zajímavosti
Z úst Antonína Důry pochází proslulý výrok: „Tento způsob léta zdá se mi poněkud nešťastným.“
Natáčení probíhalo u řeky Lužnice, ve městě Veselí nad Lužnicí a jeho okolí a v Praze.
Arnoštka při chůzi po laně zastupoval člen slavné rodiny provazochodců Karel Schmied, který podle smlouvy za dublerství obdržel celkem 1890 korun. Tyto záběry se točily v Hostivaři na Kozím rynku.
Film inspiroval Igora Bauersimu k jeho divadelní hře Launischer Sommer, kterou inscenoval v roce 2001 v düsseldorfském divadle Düsseldorfer Schauspielhaus.